# 韋斯卡省
韋斯卡省（西班牙語：Huesca，西班牙語發音：[ˈweska]） 為西班牙北部的一個省份，位於阿拉貢自治區的北部。它的四周有萊里達省、薩拉戈薩省、納瓦拉自治區以及法國。
韋斯卡省土地面積為15,626 km²，人口有228,566（2010年），大約有四分之一的人口居住在首府韋斯卡。總共有202個自治市。

## 地理
韋斯卡省境內內有最高峰阿內托峰，海拔3,404米。

## 人口

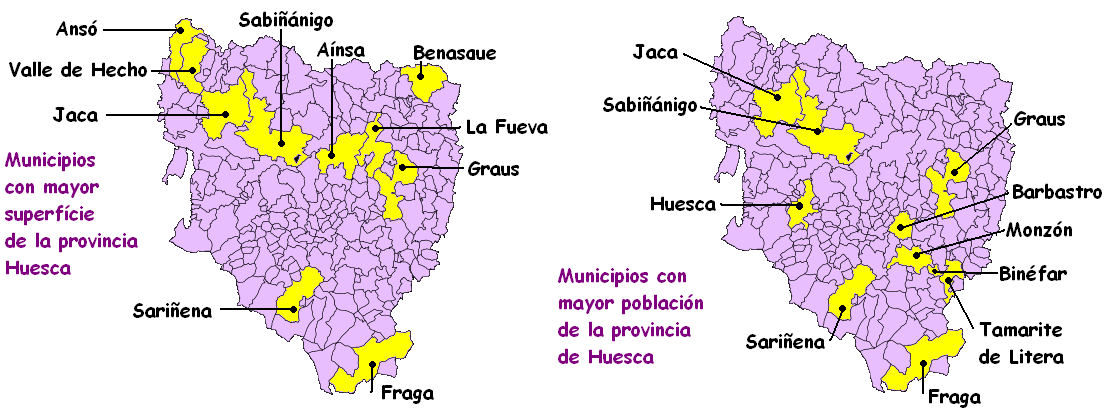
韦斯卡省行政规划

| 市镇              | 面积 Km2 |
| ----------------- | -------- |
| 萨维尼亚尼戈      | 586,8    |
| 弗拉加            | 437,6    |
| 哈卡              | 406,3    |
| 格劳斯            | 299,8    |
| 阿因萨-索夫拉尔韦 | 284,8    |
| 萨里涅纳          | 275,6    |
| 巴列德埃乔        | 234,4    |
| 贝纳斯克          | 233,6    |
| 安索              | 223,1    |
| 拉富埃瓦          | 218,8    |

## 语言
韋斯卡省是庇里牛斯山河谷地區僅存的說阿拉貢語的地方，在其東部也有幾個說加泰羅尼亞語的地方。